# 市政化
市政化（英語：Municipalization）是指将私人实体、资产、服务提供商或公司转变为由市政当局（包括但不限于城市、县城或公用事业区）拥有的公共财产。这种转移可以来自私人财产（通常通过购买实现），也可以来自其他层级的政府的财产。市政化是私有化的对立面，而且不同于国有化。“市政化”这个术语主要用于描述将公用事业从投资者所有的公用事业公司转为由地方政府所有并运营的过程，这些地方政府可以是市级、县级或州级政府。尽管该术语最常用于电力系统，但也可适用于太阳能、水、污水处理、垃圾处理、天然气或其他服务的公有化转型。
2006年—2016年，美国有13个社区成功地将其公用事业从投资者所有的公司转为市政公用事业。这些社区大多数人口不足1万人。尽管市政化的支持者尝试通过公投实现市政化，但许多尝试并未成功。